# أيض الزايلوز

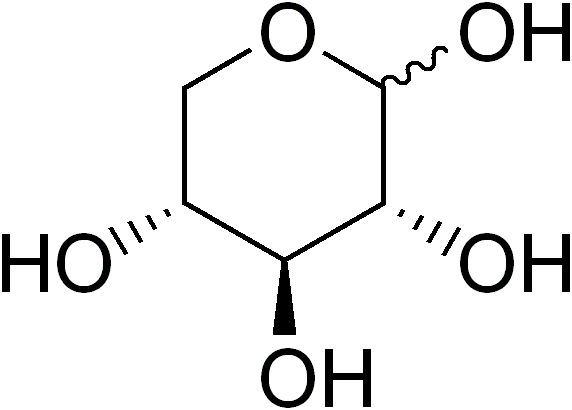
زايلوز

الD-زايلوز هو سكر ألدهايدي خماسي الكربون (سكر أحادي، بنتوزي) يمكن أن يتعرض لعملية الهدم أو الأيض إلى نواتج مفيدة في مختلف الكائنات الحية.
هناك على الأقل أربعة مسارات لعملية هدم الD-زايلوز وهي: مسار الإنزيم المؤكسد-المختزل وهو يوجد في الكائنات الحية الدقيقة حقيقية النوى. تستخدم بدائيات النوى مسار إنزيم الآيزوميريز بشكل نموذجي, إلى جانب مسارين تأكسديين آخرين, يعرفان بمسار ويمبيرغ ومسار داهمز على التوالي, واللذان يوجدان أيضا في الكائنات الحية الدقيقة بدائية النوى.